# Krossanesfjall

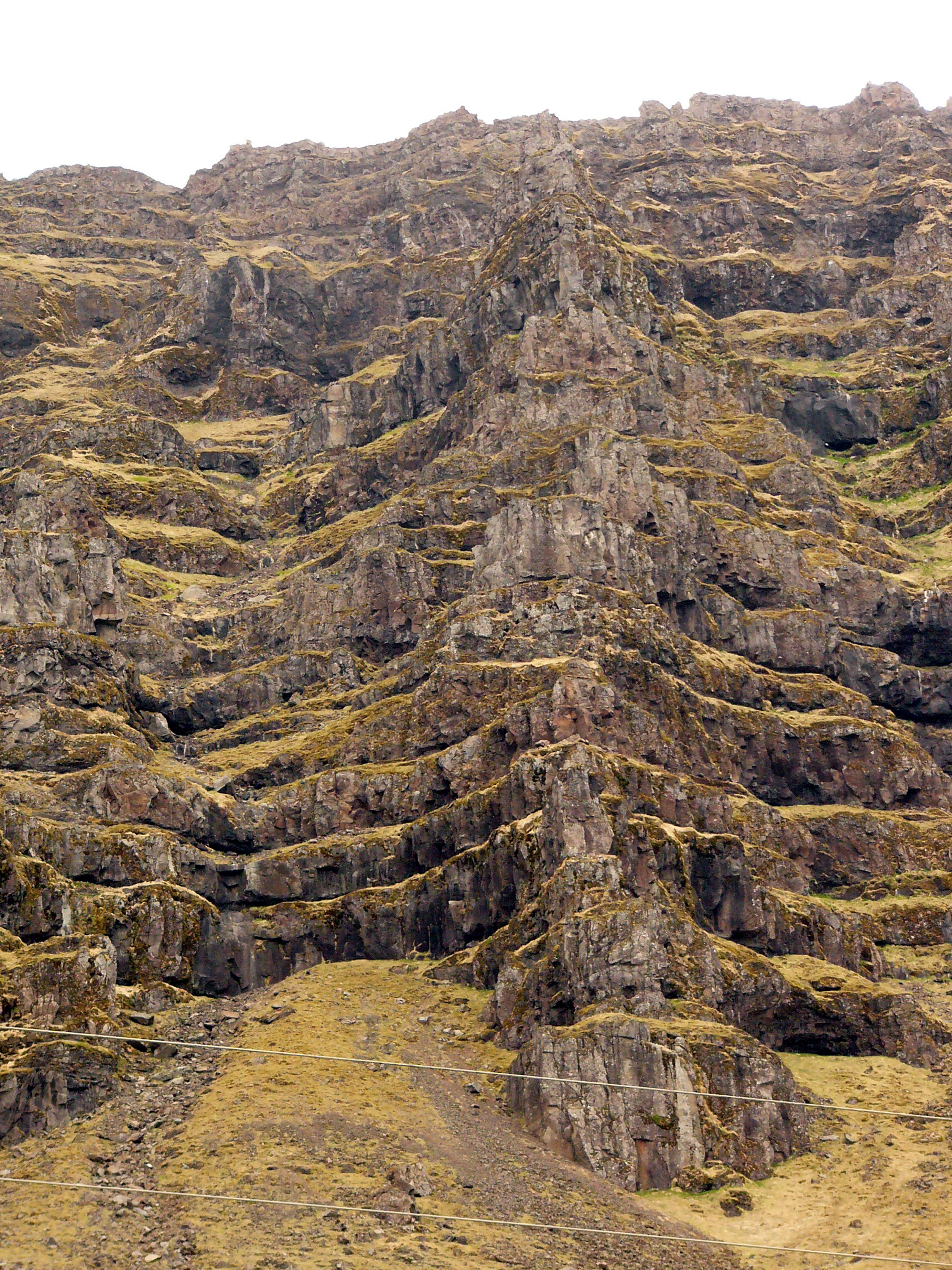
Am Krossanesfjall

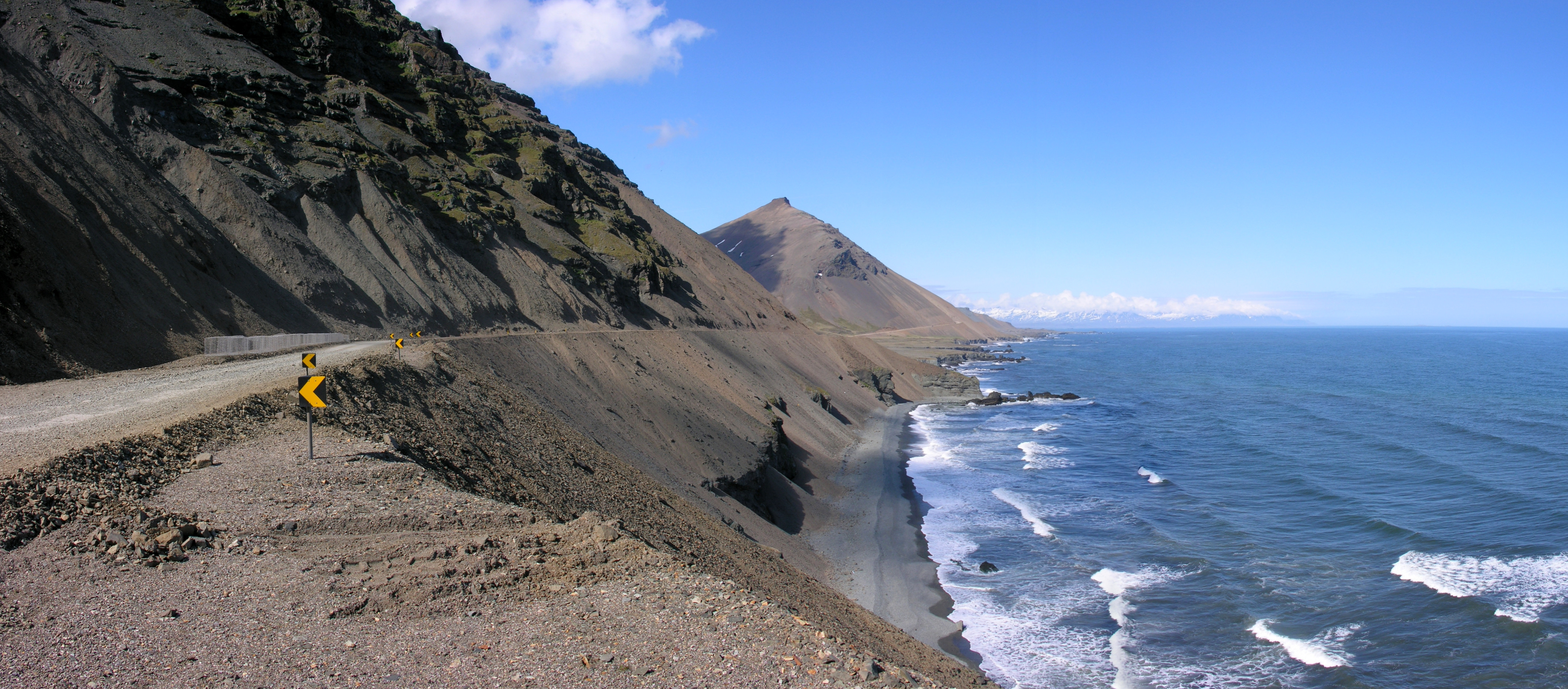
Hvalnesskriður am Krossanesfjall

Der Berg Krossanesfjall ist ein erloschener Vulkan in Island. Er befindet sich im Südosten des Landes nicht weit von der Stadt Höfn und ist 716 m hoch. In der Eiszeit bildete er einen Teil des Zentralvulkans von Lón, vermutlich auch des Calderarandes.

## Straßenverbindung am Berg
Man musste in früheren Zeiten einen 15 km langen und 390 m hohen Bergweg über die Hochebene der Lónsheiði überwinden, um von Lón in das Gebiet des Álftafjörður zu gelangen.
Heute windet sich die Ringstraße um die Hvalnesskriður und den Krossanesfjall. Eigennamen wie Illskúti (dt. üble Aushöhlung) u. ä. weisen darauf hin, wie gefährlich es Leuten in früheren Zeiten erschien, diesen Weg zu begehen, vor allem wegen der Steinschlaggefahr aus den Erosionshängen des Berges. Zumal sich östlich noch ein weiterer derartiger Hang anschließt, die sog. Þvottárskriður, bei dem es sich um Reste des ebenfalls erloschenen Álftafjörðurvulkans handelt.
Diese Gefahr ist inzwischen zwar nicht ganz ausgeräumt, aber durch guten Straßenbau bedeutend verringert worden.
Bei Schlechtwetter und im Winter kann jedoch die Straße sicherheitshalber gesperrt sein und daher plädieren die Leute der Gegend für die Erstellung eines Tunnels.

## Eystrahorn und Vestrahorn
Ein Teil des Krossanesfjall ist die berühmte Felsnase Eystrahorn (auch Austurhorn), dem jenseits der weiten Bucht Lón das Vestrahorn (manchmal auch: Vesturhorn) (757 m) entspricht. Das Eystrahorn wird auch Hvalnesfjall genannt, wegen des inzwischen aufgegebenen Hofes Hvalnes an seinem Fuß. Beide Berge sind vermutlich Intrusionen und bestehen aus Magma, das langsam unter der Erdoberfläche erkaltete. Gleichzeitig bildeten sie wohl den Rand einer großen Caldera, die die heutige Bucht Lón ausfüllte, dargestellt hätten. Jedenfalls gab es hier einen großen Zentralvulkan, der vor etwa 6–7 Millionen Jahren aktiv war.
Sowohl das Vestrahorn als auch das Eystrahorn bestehen aus zwei unterschiedlichen Tiefengesteinen: Gabbro und Granophyr. Manchmal ist auch Gestein zu finden, in dem eine Gesteinsart Einschlüsse in der anderen bildet. Dergleichen erklärt sich durch folgenden Vorgang: Zuerst kann sich hier basisches Magma in einer Tasche oder Spalte ansammeln, dann wird in pulsierendem Rhythmus in dieses Rhyolithmagma injiziert. Es kommt durchaus vor, dass basisches und saures Magma ihren Ursprung in derselben Magmakammer haben.
Das heutige Aussehen verdanken die Bergspitzen der Erosion durch Gletscher, Wind und Wasser. Und dank ihrer besonderen Gesteinsart haben Eystra- und Vestrahorn mehr mit Bergen der Alpen als mit den auf Island üblichen Basalt- oder Rhyolithbergen gemeinsam.